# Gehörnte Helmschnecke
Die Gehörnte Helmschnecke oder Große Sturmhaube (Cassis cornuta) ist eine Schnecke aus der Familie der Helmschnecken (Gattung Cassis), die im Indopazifik verbreitet ist. Sie ernährt sich vorwiegend von Seeigeln.

## Merkmale
Das eiförmig bauchige, mit Grübchen netz- oder maschenartig gezeichnete, mit drei Gürteln umgebene Schneckenhaus von Cassis cornuta hat eine weißlich gefärbte Oberfläche. Bei jüngeren Tieren sind zwei Gürtel eben und gefleckt, bei älteren dagegen alle drei knotig, wobei die vorderen, größten Knoten wie Hörner geformt sind. Die Lippe ist zitronengelb, das Innere der Gehäusemündung orange gefärbt. Der rechte Rand der Spindel ist mit einer Reihe dicker Zähne versehen, die Spindelfalten sind nicht besonders ausgebreitet. Das Haus erreicht bei ausgewachsenen Schnecken rund 22 cm, zuweilen bis zu 36 cm Länge. Das gezähnte Operculum ähnelt einer Vogelklaue. Das Tier selbst ist lebhaft gelb gefärbt. Die Oberseite des Fußes hat an den Seiten parallel zum Rand einen schmalen und weiter innen einen breiteren braunen Streifen. Der Sipho wird dem Verlauf des Siphonalkanals entsprechend senkrecht gehalten und ragt nicht weit aus diesem heraus. Die Augen sitzen an der verbreiterten Basis der sonst dünnen Fühler.

## Verbreitung
Die Gehörnte Helmschnecke ist im Roten Meer, im Indischen Ozean unter anderem an der Küste Ostafrikas und um Madagaskar sowie im Pazifischen Ozean bis ins östliche Polynesien, nördlich bis Japan und Hawaii und südlich bis Süd-Queensland und nach Neukaledonien verbreitet.

## Lebensraum
Gehörnte Helmschnecken leben im Küstensaum und in Korallenriffen auf Sand unterhalb der Gezeitenzone in Tiefen von 2 bis mindestens 40 Meter. Oft liegt sie im Sand oder Schlamm vergraben, wo sie auch nach Beutetieren sucht.

## Lebenszyklus
Wie andere Helmschnecken ist Cassis cornuta getrenntgeschlechtlich. Das Männchen begattet das Weibchen mit seinem Penis. Das Weibchen legt die Eier in Gelegen zahlreicher horniger Eikapseln ab, die jeweils mehrere hundert Eier enthalten. Ein Großteil der Eier entwickelt sich zu Embryonen. Die pelagische Phase der Veliger-Larven vom Schlupf aus der Eikapsel bis zur Metamorphose zur fertigen Schnecke dauert etwa zwei Monate.

## Nahrung
Cassis cornuta ernährt sich von Stachelhäutern. Bevorzugte Beute sind Seeigel, darunter insbesondere Herzigel, die sich im Sand eingraben, aber auch andere Arten wie z. B. Tripneustes gratilla. Die Schnecke klemmt die Beute mit dem Gehäuserand fest und führt die Proboscis zwischen den Stacheln an die Schale. Hier wird mit Hilfe des Speichels, der Schwefelsäure enthält, der Kalk der Schale in Gips umgewandelt. Diesen kann die Schnecke mit ihrer Radula wegraspeln. Die Schnecke führt ihre Proboscis durch das Loch und frisst die Beute von innen aus.

## Bedeutung für den Menschen

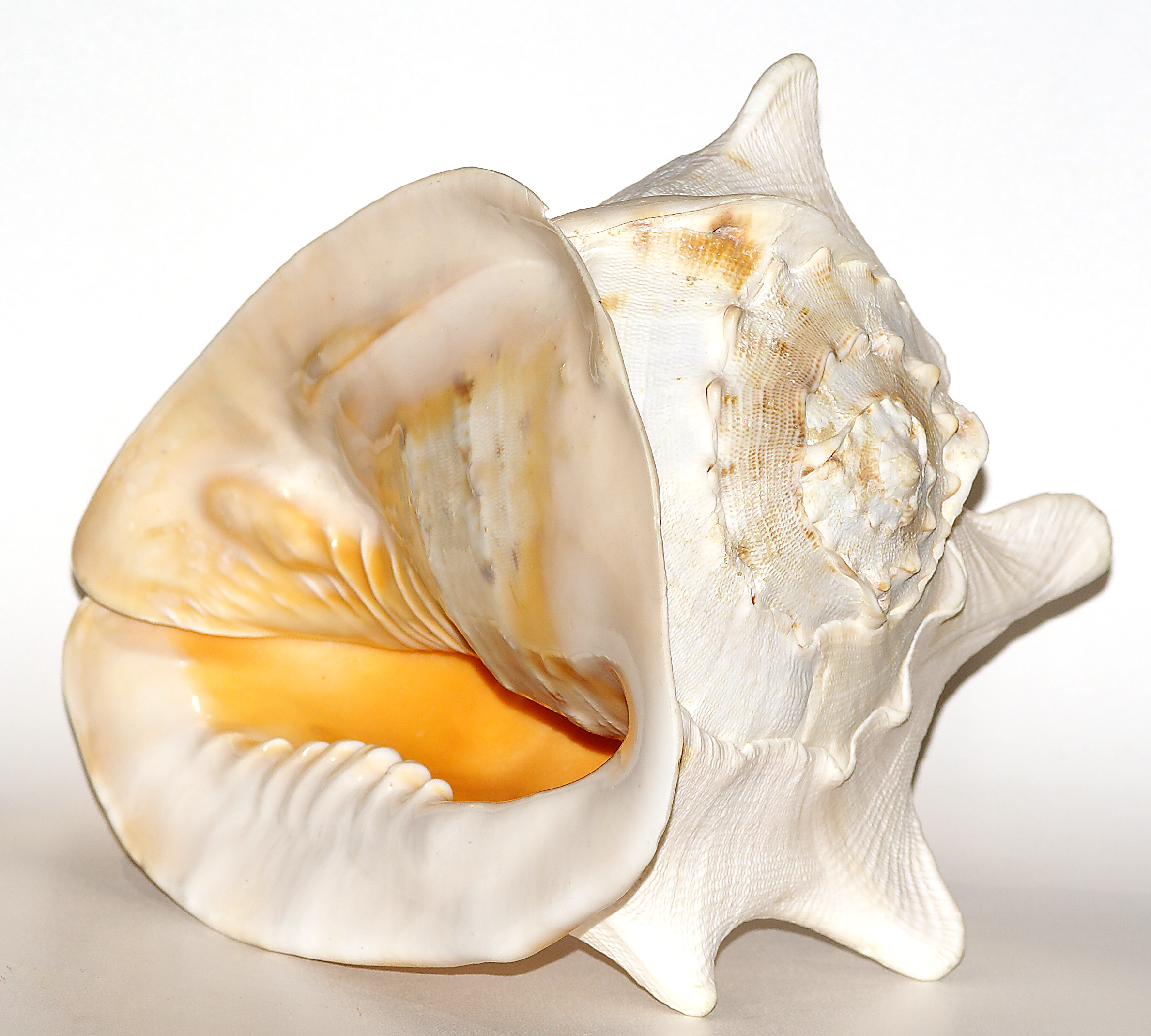
Gehäuse von Cassis cornuta, als Kamee künstlerisch gestaltet

Cassis cornuta ist auf Grund ihres Schneckenhauses ein beliebtes Sammlerobjekt, so dass der Mensch als ein Hauptfeind gelten kann. Sie ist deshalb vielerorts gefährdet, wird allerdings weltweit nicht in der Roten Liste aufgeführt.
Auch wegen des Fleisches stellt ihr der Mensch nach. Mancherorts wird die Schnecke traditionell in der Schale über dem Feuer gebraten und dann die Schale zerschlagen.
Da zu den Beutetieren der Gehörnten Helmschnecke auch der Korallen fressende Dornenkronenseestern (Acanthaster planci) gehört, ist die Schnecke in Queensland unter strengen Schutz gestellt worden.
Auf den Marshallinseln ist es 2004 erstmals gelungen, junge Gehörnte Helmschnecken aus zwei Weibchen und einem Männchen neu zu züchten.